# Inge
Inge är ett könsneutralt, men i Sverige främst manligt, förnamn med fornnordiskt ursprung, som ofta förekommer på runstenar. Namnet är bildat från gudanamnet Ing och namnet var ett kunganamn på 1000- och 1100-talen. 
Eftersom det finns olika åsikter bland historiker om man ska räkna fornkungar som Yngve-Frej, Yngve och Ingjald Illråde med namn från samma ordstam som Inge, är det inte lämpligt att försöka sätta definitiva ordningsnummer på de svenska kungarna, medan de norska är numrerade.  
Under perioden 1930-60 var namnet vanligt, vilket kan vara en förklaring till att namnet knappt använts alls för de yngre.
Den 31 december 2014 fanns det totalt 18 359 män och 558 kvinnor folkbokförda i Sverige med namnet Inge, varav 3 367 män och 375 kvinnor bar det som tilltalsnamn.
Namnsdag i Sverige: 11 februari (sedan 2001, tidigare 17 december). I den finlandssvenska namnsdagslängden har Inge namnsdag 21 juni sedan 1950. Före det hade Inge namnsdag 20 juni 1929–1949.
Namnet Inge är i Norge, liksom i Sverige, främst ett mansnamn. Däremot är det i Danmark, Nederländerna och tysktalande länder mycket vanligare som kvinnonamn (motsvarande svenska Inga).

## Personer med namnet Inge
- Inge den äldre, svensk kung 1079-1105
- Inge den yngre, svensk kung 1110-1125
- Inge Nilsson, dansk prins (död ung), son till kung Nils av Danmark och bror till Magnus Nilsson av Sverige[4]
- Inge Krokrygg, norsk kung 1136-1161
- Inge de Bruijn, nederländsk simmerska
- Inge Braumüller, tysk friidrottare 1909-1999
- Inge Bårdsson, norsk kung 1204-1217
- Bo Inge Andersson, svensk journalist
- Inge Danielsson, fotbollsspelare
- Inge Ejderstedt, fotbollsspelare
- Inge Hammarström, ishockeyspelare
- Inge Hegeler, dansk sexualrådgivare
- Inge Ivarson, manusförfattare och filmproducent
- Inge Johansson, musiker
- Inge Jonsson, litteraturvetare, universitetsrektor
- Inge Schiöler, svensk konstnär
- Per-Inge Bengtsson, kanotist, OS-silver 1984
- Inge-Bert Täljedal, professor i histologi, universitetsrektor